# Jelena Wsewolodowna Perechwalskaja

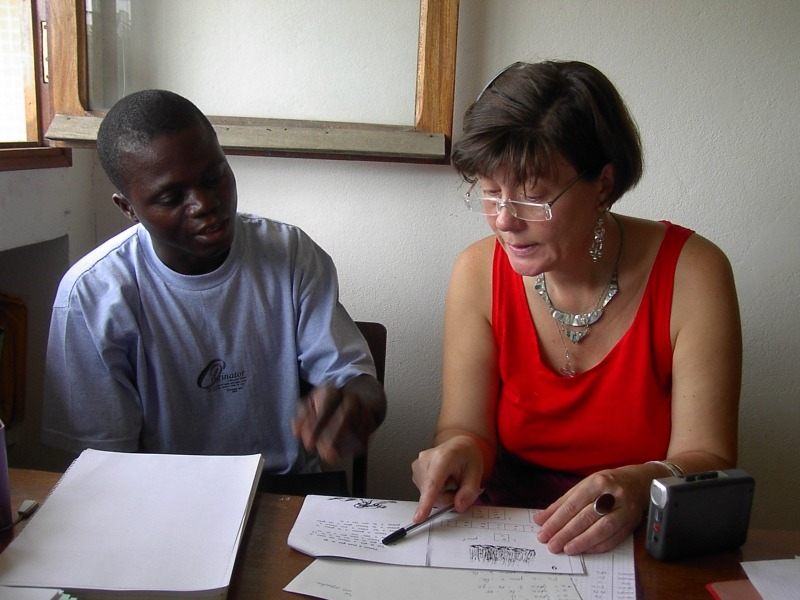
Jelena Wsewolodowna Perechwalskaja (rechts) mit Josué Guébo, einem Sprecher der Mwan-Sprache (Abidjan, 2003)

Jelena Wsewolodowna Perechwalskaja (russisch Елена Всеволодовна Перехвальская; * 4. März 1954 in Leningrad) ist eine sowjetische bzw. russische Soziolinguistin und Hochschullehrerin.

## Leben
Das Studium an der Universität Leningrad (LGU) in der Spanisch-Abteilung der Philologie-Fakultät schloss Perechwalskaja mit ihrer Diplom-Arbeit über das keltische Substrat der Romanischen Sprachen 1976 ab. Bei Leonard Herzenberg hatte sie die Vorlesung über Indoeuropäische Sprachwissenschaft gehört.
Ab 1976 arbeitete Perechwalskaja unter Herzenberg im Sektor für Indoeuropäische Sprachen, Vergleichende Sprachwissenschaft und Historische Linguistik (bis 1979 als Aspirantin, bis 1984 als Bewerberin) der Leningrader Abteilung des Moskauer Instituts für Sprachwissenschaft der Akademie der Wissenschaften der UdSSR (AN-SSSR, seit 1991 Russische Akademie der Wissenschaften (RAN)). Ihre Dissertation über syntaktische Parallelen der keltischen und westgermanischen Sprachen verteidigte sie 1987 mit Erfolg für die Promotion zur Kandidatin der philologischen Wissenschaften.
Ab 1999 lehrte Perechwalskaja am Lehrstuhl für Allgemeine Sprachwissenschaft der LGU, die nun die Universität St. Petersburg (SPbGU) geworden war. Von 2003 bis 2009 war sie Professorin des Lehrstuhls für Altaische Sprachen der Staatlichen Pädagogischen Herzen-Universität St. Petersburg. Seit 2003 ist sie auch führende wissenschaftliche Mitarbeiterin des Instituts für Linguistische Studien (ILI) der RAN. Sie verteidigte 2008 ihre Doktor-Dissertation über Entstehung, Geschichte und Struktur der Fernost-Variante des Sibirischen Pidgin mit Erfolg für die Promotion zur Doktorin der philologischen Wissenschaften. Seit 2017 ist sie Professorin der Wirtschaftshochschule Moskau.
Seit vielen Jahren betreibt Perechwalskaja Feldforschung zu wenig untersuchten Sprachen. Sie beschäftigt sich seit 1984 mit der Erforschung, Dokumentation und Wiederbelebung der vom Aussterben bedrohten Udeheischen Sprache in den Regionen Primorje und Chabarowsk. Sie leitete 1989–1994 das von der Soros-Stiftung unterstützte Projekt Udeheische Schule, in dem  Udeheisch-Lehrbücher für Grundschulen und Kindergärten erstellt wurden. Von 2001 bis 2015 leitete sie studentische Linguistik-Expeditionen der SPbGU zur Untersuchung des Urum (türkischer Dialekt der Griechen in Georgien) und des Rumeischen (griechischer Mariupol-Dialekt auf der Krim am Asowschen Meer) (2001–2005), des Kalmückischen in Kalmückien (2006–2008), der finnischen Ingermanland-Dialekte im Gattschinski rajon (2009–2010, 2015) und des Baschkirischen in Baschkortostan (2011–2014). Seit 2003 dokumentiert sie die Mwan-Sprache der Mande-Sprachen, die in der Elfenbeinküste verbreitet ist. Ein weiterer Forschungsschwerpunkt sind die Kreolsprachen in Westindien. Sie nahm 2009–2013 an dem von Martin Haspelmath, Philipp Mauer und Magnus Huber geleiteten internationalen Projekt The Atlas of Pidgin and Creole Language Structures (APiCS) teil.
Perechwalskaja ist auch Autorin vieler fiktionaler Werke (unter dem Pseudonym Jelena Milkowa), teilweise zusammen mit Marija Semjonowa und Waleri Woskoboinikow. Perechwalskaja ist Mitglied des Verbands der Schriftsteller St. Petersburgs in der Sektion für Kinder- und Jugendliteratur.